# Mobile horloger
En horlogerie, un mobile est une pièce réunissant un pignon et une roue dentée solidaires du même axe de rotation. Généralement constitué de deux pièces assemblées au moins, le mobile d'horlogerie est parfois monobloc. 
Cette pièce est souvent appelée roue comme son élément principal. Le mobile est désigné d'après sa position dans le mécanisme.

## Description

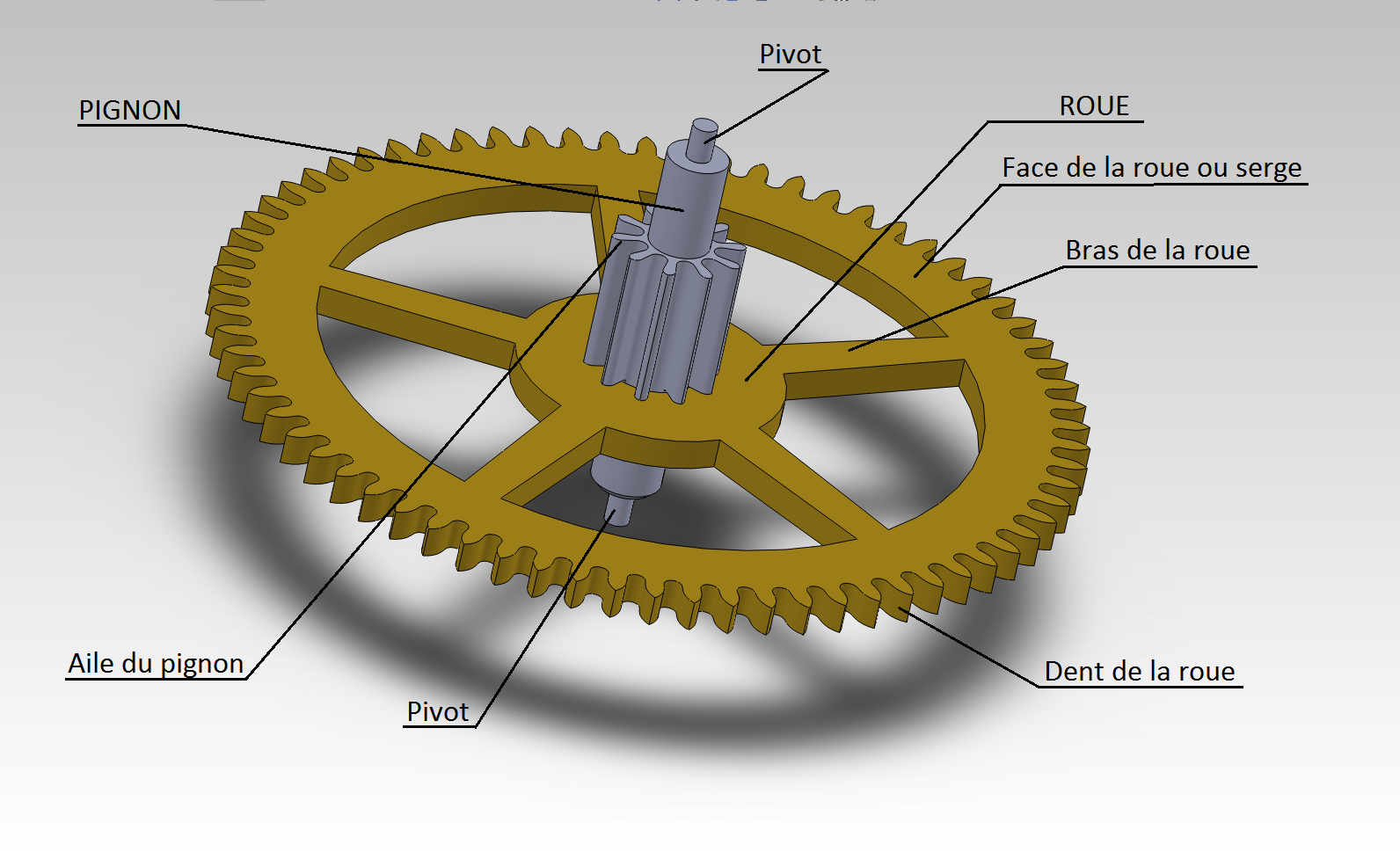
Mobile horloger

Les mobiles sont constitués d'un axe en acier sur lequel est monté une pièce en laiton. Les extrémités de l'axe comportent des pivots soigneusement polis pour assurer le guidage en rotation. Dans les horloges anciennes principalement, le mobile peut comporter aussi une rondelle sur l'extrémité de la denture du pignon pour interdire toute sortie intempestive de la roue entraîneuse. 
Dans certains mouvements de pendulette électrique, les mobiles peuvent être réalisés en matière plastique injectée avec les dentures. En horlogerie classique, deux types d'assemblage existent :
- Chassage : Le pignon en acier sert d'axe et est chassé, directement ou avec une pièce intermédiaire, dans la roue en laiton. La liaison en rotation est obtenue par adhérence.
- Rivetage : Le pignon est centré sur la roue puis rivé avec. La liaison en rotation est obtenue par obstacle (déformation de la rivure).

## Classification
Les mobiles sont classés par leur appartenance aux différents rouages.

### Rouage de transmission
Appelé aussi « rouage compteur »ou « le rouage », il comporte pour les montres trois mobiles :
- le mobile d'heure : son pignon est entraînée par l'organe moteur (le barillet dans la montre mécanique) ; ce mobile transmet la force par sa roue. Dans une configuration classique, il se trouve au centre du cadran et est souvent dénommé « roue de centre ». Ce mobile effectue alors un tour en une heure et entraîne la chaussée portant l'aiguille des minutes. Si ce mobile n'est pas situé au centre, il est appelé « roue de grande moyenne »[1].
- le mobile intermédiaire ou « mobile de moyenne » ou « roue de moyenne » : son pignon est entraîné par la roue du mobile d'heure ; ce mobile transmet la force par sa roue.
- le mobile de seconde : le pignon est entraîné par la roue du mobile de moyenne ; ce mobile transmet la force par sa roue au pignon d'échappement dont il reçoit la fréquence. L'aiguille des secondes est montée dessus.

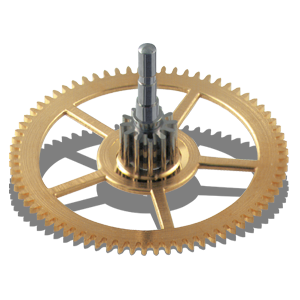
Mobile horloger dans un mouvement d'horlogerie

Remarque : Le mobile d'échappement est parfois inclus dans le rouage.
Pour les pendules, afin de permettre un fonctionnement sur une plus longue durée (15 jours environ), on trouve en plus :
- le mobile de grande moyenne[3] : son pignon est entraînée par l'organe moteur ; ce mobile transmet la force par sa roue au mobile d'heure.

### Rouage moteur
L'organe moteur comporte un mobile particulier, le barillet. Cet élément accumule la force nécessaire au fonctionnement. À la place du pignon, il possède un carré d'entraînement sur lequel est monté une roue appelée « rochet ». Le rochet est rendu solidaire de l'axe, appelé arbre de barillet, par une vis ce qui permet une liaison démontable.

### Rouage de mise à l'heure et de minuterie
Ce rouage comporte le mobile de minuterie. La force est transmise à la  roue soit par le pignon de renvoi lors de la mise à l'heure, soit par la chaussée lors du fonctionnement. Le pignon transmet le mouvement à la roue des heures. 

### Échappement

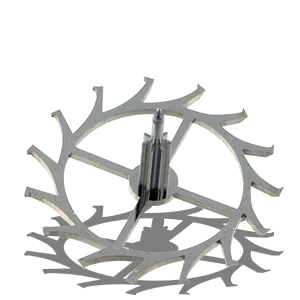
Roue d'ancre, mobile horloger dédié à compter les oscillations de l'organe régulateur

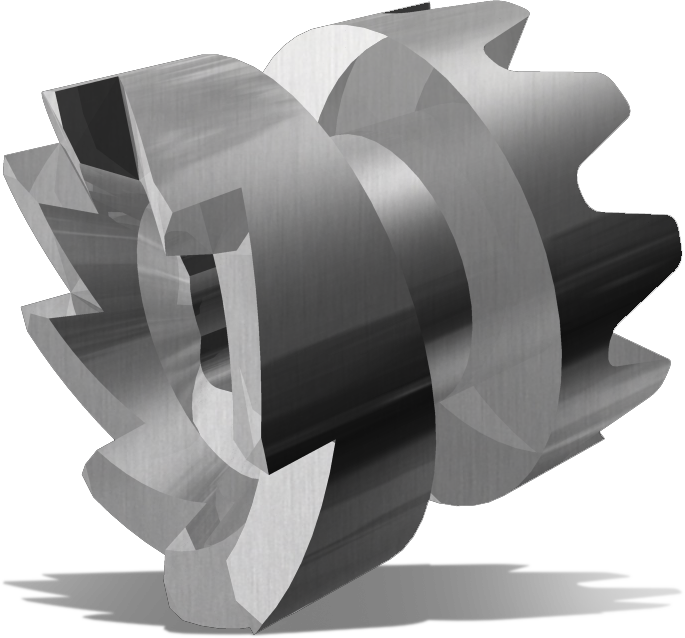
Pignon coulant, mécanisme horloger

Cet organe est principalement composé de trois éléments très spécifiques nommés assortiment : un plateau solidaire du balancier (organe régulateur), une ancre munie de palettes et la roue d'échappement solidaire du pignon d'échappement. Ce dernier élément est souvent appelé mobile d'échappement, cependant il diffère d'un mobile classique par la nature de la denture de la roue (ce n'est pas une denture d'engrenage) et par le fait que la roue est en matériau dur pour limiter le frottement sur les palettes (pierres d'usure) de l'ancre. L'ancre est aussi appelé mobile d'ancre lorsque l'on veut spécifier que l'axe est monté sur la pièce principale. 

### Rouage de remontoir

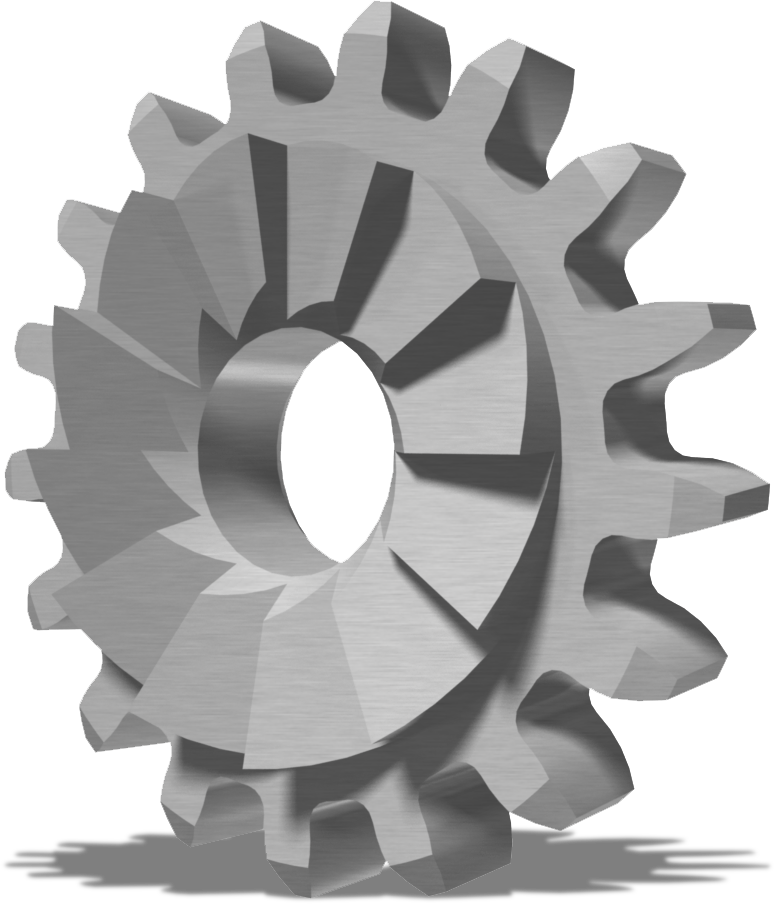
Pignon remontoir, mécanisme horloger

Il ne comporte pas de mobile mais que des engrenages simples.

### Rouages de complication

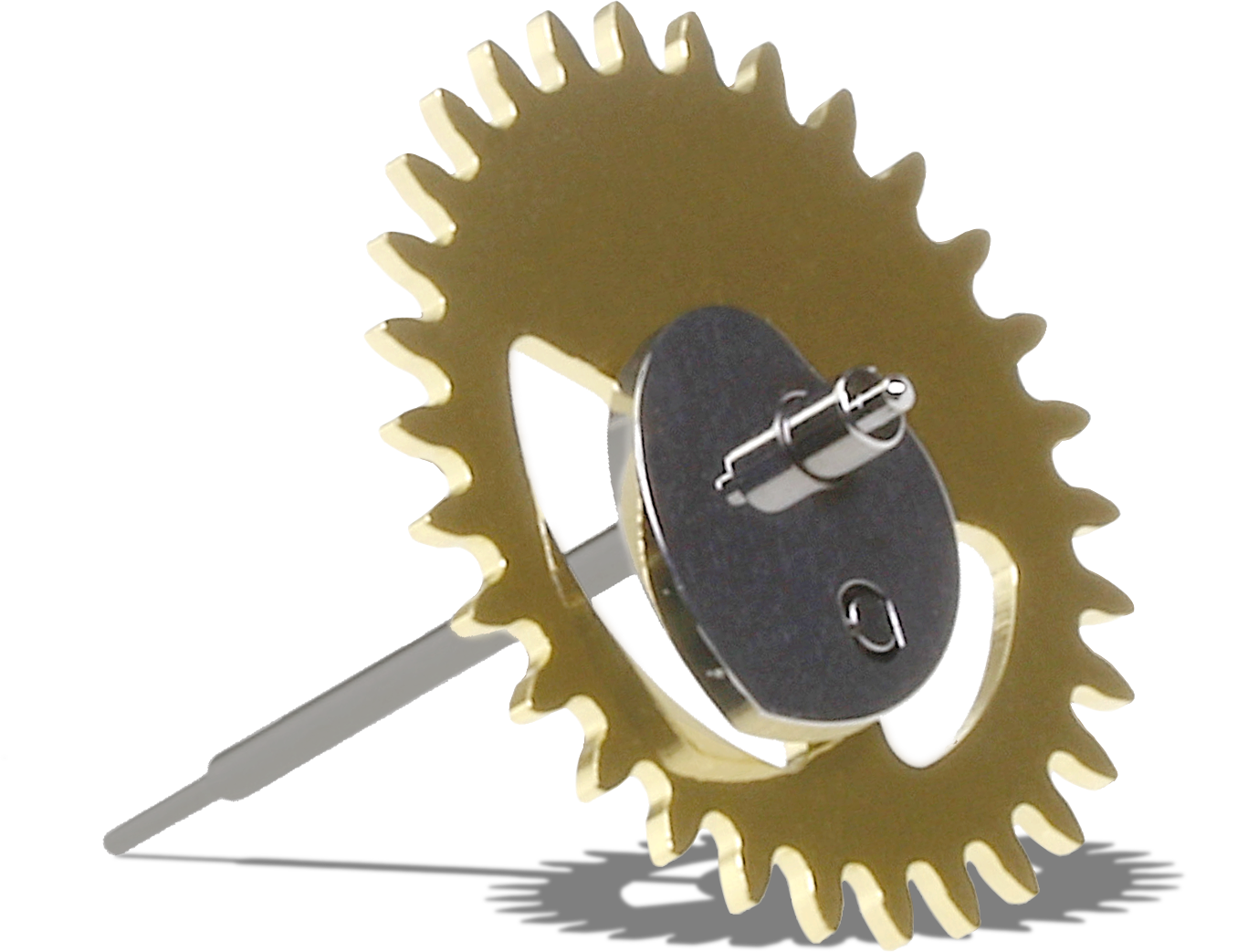
Mobile horloger à cœur pour les complications horlogères comme le chronographe

Les complications dans les montres et horloges utilisent de nombreux mobiles au nom évocateur de la fonction ou de la position : mobile d'embrayage dans les montres automatiques, mobile intermédiaire de quantième dans les mécanismes de calendrier,  mobile de chronographe , mobile de compteur des minutes et mobile de centre dans les chronographes, mobile de rattrapante dans les chronographes à rattrapante, etc. 